# JavaScript
JavaScript е интерпретируем език за програмиране, разпространяван с повечето уеб браузъри. Поддържа обектно ориентиран и функционален стил на програмиране. Създаден е в Netscape през 1995 г. Най-често се прилага към HTML кода на интернет страница с цел добавяне на функционалност и зареждане на данни. Може да се ползва също за писане на сървърни скриптове JSON, както и за много други приложения. JavaScript не трябва да се бърка с Java, съвпадението на имената е резултат от маркетингово решение на Netscape. Javascript е стандартизиран под името EcmaScript.

## История
JavaScript е разработен първоначално от Брендан Айк под името Mocha, като по-късно е преименуван на LiveScript и накрая на JavaScript. LiveScript е официалното име на езика когато за първи път бива пуснат в бета версиите на Netscape Navigator 2.0 през септември 1995 г., но е преименуван на JavaScript на 4 декември 1995 г.

## Описание
JavaScript е програмен език, който позволява динамична промяна на поведението на браузъра в рамките на дадена HTML страницата. JavaScript се зарежда, интерпретира и изпълнява от уеб браузъра, който му осигурява достъп до Обектния модел на браузъра. JavaScript функции могат да се свържат със събития на страницата (например: движение/натискане на мишката, клавиатурата или елемент от страницата, и други потребителски действия). JavaScript е най-широко разпространеният език за програмиране в интернет. Прието е JavaScript програмите да се наричат скриптове.

### Възможности
JavaScript може да влияе на почти всяка част от браузъра. Браузъра изпълнява JavaScript кода в цикъла на събития т.е. като резултат от действия на потребителя или събития в браузъра (например document.onLoad).
Основни задачи в повечето JavaScript приложения са:
- Зареждане на данни чрез AJAX.
- Ефекти с изображения и HTML елементи: скриване/показване, пренареждане, влачене, слайд шоу, анимация и много други.
- Управление на прозорци и рамки.
- Разпознаване на възможностите на браузъра.
- Използване на камерата и микрофона.
- Създаване на 3D графики WebGL.
- По-добър и гъвкав потребителски интерфейс

Какво не може да се прави с помощта на JavaScript:
- Не може да се записва информация на потребителския компютър или отдалечения сървър.
- Не може да се запазва информация директно в отдалечена база данни.
- Не може да се стартират локални приложения.

### Разлики с Java
Освен съвпадението в част от името, двата езика нямат кой знае какви прилики, дори са разработени от различни корпорации (Java е дело на Sun, a JavaScript е разработка на Netscape). Java е популярен език за програмиране не само на интернет приложения, но и на самостоятелни програми за различни платформи. Интернет приложенията на Java се наричат аплети. Те са файлове с разширение .class и се вмъкват в HTML документа между таговете <applet> и </applet>.

## Основи на езика

### Зареждане
JavaScript кодът може да се вмъква в HTML документа между двойката елементи <script> и</script>. Когато срещне тага <script>, браузърът разбира, че трябва да спре интерпретирането на HTML кода и да започне да обработва скрипта, намиращ се между <script> и </script>. Този скрипт не е задължително да бъде написан на JavaScript. Има и други езици за писане на скриптове, например VBScript. Но езикът по подразбиране е JavaScript. В следния пример създаваме уеб страница в която е вмъкнат JavaScript код, който да изписва на екрана „Здравей!“
```
<!Doctype HTML>

<
html
>

<
head
>

<
title
>
javascript
</
title
>

</
head
>

<
body
>

<
script
>

document
.
write
(
"Здравей!"
);

</
script
>

</
body
>

</
html
>

```

Препишете горния код в някой текстов редактор и запазете файла като hi.html. След това го отворете с някой браузър.
Другият начин да заредите JavaScript е да го поставите в отделен файл. В следващия пример отново ще напишем „Здравей“ на екрана, но ще заредим скрипта си от отделен файл.
Първо създаваме файла Hello.js:
```
document
.
write
(
"Здравей!"
);

```

След което трябва да променим Hello.html от предходния пример по следния начин:
```
<!--

<script>

 document.write("Здравей!");

</script>

-->

<
script
 
src
=
"Hello.js"
></
script
>

```

Това разделение на javascript логиката от HTML структурата е един от основните принципи на Софтуерното инженерство.

### Променливи
Променливите в JavaScript са динамични и могат да съдържат стойности от всеки тип. Декларират се чрез ключовата дума var следвана от името на променливата или списък от променливи. Възможно е също да присвоите стойност на променливата при декларация чрез оператора =. По подразбиране стойността на променливата ще бъде undefined.
```
var
 
greeting
 
=
 
"Здравей!"
,
 
x
 
=
 
42
;

document
.
write
(
greeting
);

```

Тук имаме списък от променливи. Името на първата е greeting, а стойността ѝ е „Здравей!“. Когато отпечатваме променливата greeting ние всъщност отпечатваме стойността ѝ „Здравей!“.

#### Имена на променливи
Имената на променливите в JavaScript не трябва да започват с цифра, могат да започват с малка или голяма буква, _ или $ и да съдържат само тези знаци както и числа. Всички останали символи са забранени. Името на променливата не може да е ключова дума или оператор.
```
//Валидни имена на променливи:

var
 
ninja
,
 
apples_and_oranges
,
 
var56
,
 
$
,
 
nutsAndBolts
;

//Невалидни имена на променливи:

var
 
3
,
 
var
,
 
"test"
,
 
if
,
 
while
,
 
5
wtx1
;

```

#### Обхват на променливите
В JavaScript има два вида обхват за променливите: функционален и глобален.
- Функционален обхват важи за всяка променлива обявена чрез var в рамките на дадена функция. Тази променлива е видима единствено в рамките на тази функция.
- Глобален обхват важи за всяка променлива обявена извън функция или без var, дори и във функция. Тази променлива е видима от всеки друг код на страницата.

#### Константи
От версия ES6 на ECMAScript е възможно декларирането на константи с ключовата дума const. В миналите версии на езика даден обект може да се замрази object.freeze(myConstants); което спира промяната на стойностите на членовете му.
```
//Деклариране на константа с числото Пи:

const
 
PI
 
=
 
3.141592653589793
;

//Използване на константата при инициализация на друга променлива

var
 
a
 
=
 
PI
 
*
 
2
;

//Ще върне грешка "TypeError", защото константите не могат да бъдат променяни

PI
 
=
 
3.14
;

```

### Прости типове данни
В JavaScript има няколко основни прости типа данни:
- Числа – всички числа в JavaScript са представени по един и същи начин в паметта. Няма отделна категории за целочислени и дробни.
- Низове – низовете се ограждат с единични или двойни кавички и могат да съдържат всеки друг знак.
- Булеви – само две стойности: true и false.

```
//Инициализиране на числова променлива:

var
 
a
 
=
 
3
;

//Инициализиране на променлива с низ

var
 
b
 
=
 
"JavaScript iz kuwl"
;

//Инициализиране на булева променлива

var
 
c
 
=
 
true
;

//Извеждане на типа на данните в променливите

alert
(
typeof
 
a
);

alert
(
typeof
 
b
);

alert
(
typeof
 
c
);

```

Този пример създава променливи с начална стойност от три различни типа данни, поддържани от JavaScript. Първо използваме ключовата дума typeof, за да върне типовете данни и след това ги подаваме като параметри на функцията alert за да бъдат показани в диалогов прозорец.

### Оператори
Езикът JavaScript притежава два вида оператори, с един или два аргумента. Единичните (едноаргументни) оператори променят стойността на дадена променлива или израз в скоби, докато двойните (двуаргументни) оператори връщат нова стойност като резултат.
```
var
 
sum
 
=
 
5
 
+
 
7
;
 
//sum става 12

var
 
negative
 
=
 
-
9
;
 
//отрицателният знак може да е и едно- и двуаргументен

var
 
subtraction
 
=
 
12
 
–
 
7
;
 
//subtraction става 5

```

| Сравнителен оператор | Действие                      |
| -------------------- | ----------------------------- |
| ==                   | Равенство, не се препоръчва   |
| !=                   | Неравенство, не се препоръчва |
| ===                  | Стриктно равенство            |
| !==                  | Стриктно неравенство          |
| <                    | По-малко                      |
| >                    | По-голямо                     |
| <=                   | По-малко или равно            |
| >=                   | По-голямо или равно           |
|                      |                               |

Стриктното равенство/неравенство проверява стойността или типа на променливите.
Равенството/неравенството проверява само стойността и не се препоръчва защото ако се провери „1“ и 1 това е вярно, но „1“ е низ а 1 е число!!!
| Аритметичен оператор | Действие              |
| -------------------- | --------------------- |
| +                    | Събиране              |
| –                    | Изваждане             |
| *                    | Умножение             |
| /                    | Деление (без остатък) |
| %                    | Деление (с остатък)   |

```
var
 
five
 
=
 
5
,

    
seven
 
=
 
7
,

    
greeting
 
=
 
"Здравей!"
;

document
.
write
(
five
 
+
 
seven
);
 
//изписва сбора на five и seven т.е. 12

document
.
write
(
"<br />"
);
 
//добавя HTML тага за нов ред

document
.
write
(
greeting
 
+
 
five
);
 
//изписва "Здравей!5"

```

Забележете че резултата от събирането на greeting и five е „Здравей!5“. Когато стойността на едната или двете променливи не е число, резултатът е стойностите „слепени“ в нов низ.
| Логически оператор | Действие                 |
| ------------------ | ------------------------ |
| !                  | (логическо отрицание)    |
| &&                 | И (логическо умножение)  |
| \|                 | Или (логическо събиране) |

```
//при присвояване на стойност могат да се използват оператори

//например:

var
 
x
 
=
 
5
;

x
 
=
 
x
 
+
 
5
;
 
// x става 10

x
 
+=
 
5
;
 
// също добавя 5 към x

var
 
y
 
=
 
12
;

y
 
-=
 
1
;
 
// y става 11

y
 
*=
 
2
;
 
// y става 24

```

### Сложни типове данни
Абстрактните типове данни в JavaScript са полезни. Те включват масиви, функции и обекти.

#### Масиви
Масивите съдържат списък от елементи и се бележат с [].
```
// създаване на нов масив:

var
 
empty
 
=
 
[];
 
// празен масив

var
 
my_data
 
=
 
[
1
,
 
2
,
 
3
,
 
"Hi!"
,
 
"Bye!"
,
 
-
2.11
 
];

var
 
array_of_arrays
 
=
 
[[
1
,
 
2
,
 
3
],
 
[
4
,
 
5
,
 
6
],
 
"Anything else?"
];
 
// масив от масиви

```

Тъй като JavaScript е динамичен език, елементите от масива могат да са от различен тип. Един масив може да съдържа други масиви, обекти и функции.

#### Функции
Функциите съдържат код, който ще бъде изпълнен когато функцията бъде извикана. Функцията винаги връща стойност, а ако в края няма return функцията връща undefined. Функциите могат да приемат параметри (аргументи) и да връщат резултат от всякакъв вид: число, текст, обект, масив или друга функция.
```
// декларация на функция "Кажи "Здравей!" с параметър "име"; връща текста "Здравей, _име_ !"

function
 
SayHello
(
name
)
 
{

 
return
 
"Здравей, "
 
+
 
name
 
+
 
"!"
;

}

// този запис е еквивалентен на горния запис:

var
 
SayHello
 
=
 
function
(
name
)
 
{

 
return
 
"Здравей, "
 
+
 
name
 
+
 
"!"
;

};

// извикване на функцията "Кажи "Здравей!"

SayHello
(
"Иван"
);
 
// Здравей, Иван!

```

Функциите са много гъвкави структури и са едно от най-добрите неща в JavaScript. Позволяват за логическо затваряне и обособен обхват на променливите.
```
// създаване на нова функция, която връща функция, която връща името на зададеното като параметър число:

// външната функция се изпълнява веднага след като е дефинирана

var
 
numberName
 
=
 
(
function
()
 
{

    
var
 
names
 
=
 
[
"нула"
,
 
"едно"
,
 
"две"
,
 
"три"
,
 
"четири"
,
 
"пет"
,
 
"шест"
,
 
"седем"
,
 
"осем"
,
 
"девет"
,
 
"десет"
];

    
return
 
function
(
n
)
 
{

        
return
 
names
[
n
];

    
};

}());

numberName
(
6
);
 
// връща "шест"

```

#### Обекти
Обектите съдържат свойства и методи. Те са съвкупност от данни и функции, които работят за изпълнението на свързана задача, бележат се с {}.
```
// създаване на нов обект "студент" със свойства име, оценка и функция за дрямка:

var
 
student
 
=
 
{

    
name
 
:
 
"Иван"
,

    
grade
 
:
 
4.50
,

    
nap
 
:
 
function
()
 
{
 
this
.
grade
 
-=
 
0.5
;
 
return
 
"ZzZ"
;
 
}

};

// прилагане на метода на студента за дрямка и извеждане на оценката

student
.
nap
();

alert
(
student
.
grade
);

```

## Чести грешки при програмиране с JavaScript
Много пъти ще видите JavaScript кода обвит в HTML коментар. Към 2013 г. тази практика е излишна. Някои по-стари браузъри, които вече не са в употреба, не разбират JavaScript. Затова трябва да скривате скрипта в HTML коментари. Така по-старите версии на браузърите ще помислят JavaScript кода за коментар и няма да съобщят за грешка.
Ето как ще изглежда скрипт заграден с коментари: Не го правете освен ако не искате да поддържате много стари браузъри!!!
```
<
script
>

 
<!--

 
document
.
write
(
"Здравей!"
)

 
//-->

</
script
>

```

Функцията document.write не се препоръчва, защото може да има неочаквани резултати (подмяна на съдържането). В следващия пример използваме един от чистите начини да вмъкнем HTML таг:
```
<
script
>

document
.
body
.
innerHTML
 
+=
 
"<h1>Здравей!</h1>"
;

</
script
>

```